# Пергамос
Пѐргамос (на гръцки: Πέργαμος; на турски: Beyarmudu) е село в Кипър, окръг Ларнака. Според статистическата служба на Северен Кипър през 2011 г. селото има 1196 жители. Де факто е под контрола на непризнатата Севернокипърска турска република.
Намира се на територията на зелената линия, охранявана от Мироопазващите сили на ООН.